# Децоло Сант'Андреа (Бергамо)
Децоло Сант'Андреа је насеље у Италији у округу Бергамо, региону Ломбардија.
Према процени из 2011. године у насељу је живело 96 становника. Насеље се налази на надморској висини од 835 m.